# Эмилия Перес
«Эми́лия Пе́рес» (исп. Emilia Pérez) — французский криминально-комедийный мюзикл 2024 года режиссёра Жака Одиара, снятый по его же собственному сценарию. Главные роли исполнили Карла София Гаскон, Зои Салдана, Селена Гомес, Адриана Пас и Эдгар Рамирес.
Премьера состоялась в мае 2024 года на Каннском кинофестивале, где он получил приз жюри, а актрисы (Гаскон, Гомес, Пас и Салдана) — награду за лучшую женскую роль. Кинолента была номинирована на «Золотой глобус» в 10 категориях, из которых получила четыре статуэтки, в том числе за лучший фильм — комедию или мюзикл. Она также получила 13 номинаций на премию «Оскар», тем самым установив рекорд среди неанглоязычных кинокартин, и в итоге удостоилась двух статуэток: за лучшую женскую роль второго плана и лучшую песню к фильму.

## Сюжет
Рита Мора Кастро, недооценённая адвокат из Мексики, защищает жену влиятельного медийного деятеля в деле об убийстве, вопреки своим убеждениям утверждая, что это было самоубийство (El alegato). После выигрыша дела Рита получает анонимный звонок с загадочным, но выгодным предложением. Размышляя о своей неудовлетворённости жизнью, она соглашается на встречу (Todo y nada). Клиентом оказывается наркобарон Хуан «Манитас» Дель Монтэ, который хочет тайно пройти гендерно-аффирмативную хирургическую операцию и начать новую жизнь (El encuentro).
После встреч с врачами в Бангкоке (La vaginoplastia) и Тель-Авиве (Lady) Рита находит хирурга, который соглашается сделать операцию. Манитас делится с ним воспоминаниями о своей гендерной дисфории в детстве (Deseo). После операции семья Манитаса, включая детей и жену Джесси, переезжает в Швейцарию ради своей безопасности; Рита получает крупную сумму денег, а Манитас инсценирует свою смерть и начинает новую жизнь под именем Эмилия Перес.
Четыре года спустя Рита встречает Эмилию в Лондоне. Та хочет воссоединиться со своими детьми (Por casualidad). Рита возвращает Джесси Дель Монте и детей в Мехико, представляя Эмилию как дальнюю родственницу Манитаса, которая вызвалась помогать с воспитанием детей. Джесси не узнаёт Эмилию и сопротивляется этому, но соглашается вернуться в Мексику, чтобы быть с Густаво Бруном, её любовником в последние годы брака (Bienvenida).
Привыкая к новой жизни, Рита и Эмилия случайно встречают мать пропавшего ребёнка, и это заставляет Эмилию задуматься о своём криминальном прошлом (Mis siete hermanos y yo). Позже Эмилия укладывает сына спать, и говорит, что она пахнет как папа (Papá). Полная раскаяния, Эмилия использует свои связи с заключёнными из картеля, чтобы создать некоммерческую организацию, которая идентифицирует тела пропавших жертв картеля (Para). Рита и Эмилия работают вместе над развитием организации и привлечением спонсоров, часть из которых, как отмечает Рита, опасны и коррумпированы (El mal). Эпифания, женщина, останки мужа-тирана которой были найдены благодаря организации, встречается с Эмилией, чтобы подтвердить его смерть, и впоследствии у них завязываются отношения (El amor).
Тем временем Джесси восстанавливает отношения с Густаво (Mi camino) и сообщает Эмилии, что они планируют пожениться и переехать в новый дом с детьми. Когда Эмилия называет детей «своими» и проявляет физическую агрессию, Джесси сбегает вместе с детьми. После того как Эмилия лишает Джесси содержания и угрожает Густаво, заставляя его уехать из Мексики, Джесси и Густаво похищают Эмилию и требуют выкуп у Риты. Приехав на место, Рита пытается договориться с Густаво, но начинается перестрелка с её охраной, которая приехала спасти Эмилию. Эмилия раскрывает Джесси свою настоящую личность, упоминая детали их первой встречи и дня свадьбы (Perdóname). Густаво и сбитая с толку Джесси сажают Эмилию в багажник и уезжают, но, осознавая правду, Джесси испытывает вину и пытается заставить Густаво остановиться, угрожая ему оружием. В борьбе за пистолет машина съезжает с дороги и падает с обрыва, что приводит к гибели Густаво, Джесси и Эмилии.
Рита со слезами сообщает детям Джесси о случившемся и предлагает стать их опекуном. Эпифания выходит на улицы, воспевая в песне подвиг Эмилии в борьбе за правду и свободу (Las damas que pasan).

## В ролях
- Зои Салдана — Рита Мора Кастро, юрист
- Карла София Гаскон — Эмилия Перес / Хуан «Манитас» дель Монте, глава картеля, который выражает желание тайно пройти гендерно-аффирмативную операцию[4]
- Селена Гомес — Джесси Дель Монтэ, жена Манитаса. Мать его детей, выросшая в США
- Адриана Пас[вд] — Эпифания Флорес
- Эдгар Рамирес — Густаво Брун[5]
- Марк Иванир — доктор Вассерман, врач, который проводит Манитасу операцию по смене пола

## Производство и релиз
Работа над картиной началась не позднее 2022 года. Режиссёр Жак Одиар изначально хотел написать либретто для оперы, но в итоге создал сценарий фильма. Съёмки должны были начаться в сентябре 2022 года, но были отложены на шесть месяцев и прошли не в Мексике, как планировалось изначально, а в студии под Парижем.
Над костюмами героев фильма работал креативный директор Yves Saint Laurent Энтони Ваккарелло.
Премьера фильма состоялась в мае 2024 года на Каннском кинофестивале, в рамках основной программы.

## Реакция

### Критиков
Российский кинокритик Настасья Горбачевская охарактеризовала «Эмилию Перес» как «феерическую чепуху, вроде бы занимательную: разгон от восторга до кринжа секунд за десять, не больше. То косплей Альмодовара, то отголоски „Мегалополиса“». У Тамары Ходовой сложилось ощущение, что режиссёр эксплуатирует темы наркоторговли, убийств, гендерных переходов. Для Дарьи Тарасовой «Эмилия Перес» — «колоритное чудо».

### Награды
Актрисы Селена Гомес, Карла София Гаскон, Адриана Пас и Зои Салдана получили награды в категории «Лучшая женская роль» на Каннском фестивале, а сама кинолента получила награду «Приз жюри».
Зои Салдана получила награду BAFTA в категории «Лучшая актриса второго плана», а фильм победил в категории «Лучший фильм на иностранном языке».
На кинопремии «Сезар» фильм забрал семь наград: «Лучший фильм», «Лучший режиссёр», «Лучший адаптированный сценарий», «Лучший саундтрек», «Лучший звук», «Лучшая операторская работа», «Лучшие визуальные эффекты».
На Золотом глобусе картина победила в четырёх категориях: «Лучший фильм на иностранном языке», «Лучшая женскую роль второго плана» (Зои Салдана), «Лучшая песня к фильму», «Лучшая комедия или мюзикл».
Из 13 номинаций на премию Оскар фильм забрал две награды: «Лучшая песня» и «Лучшая женская роль второго плана» (Зои Салдана).
Некоторые комментаторы были настроены критически к доминированию фильма в сезон кинонаград и увидели в нём «Приманку для „Оскара“».